# Giáo phận Nitra
Giáo phận Nitra (tiếng Slovak: Nitrianska diecéza; tiếng Latinh: Dioecesis Nitriensis; tiếng Hungary: Nyitrai egyházmegye) là một giáo phận của Giáo hội Công giáo Rôma tại Slovakia. Giáo Phận thuộc miền Tây Slovakia, với tòa giám mục đặt tại Nitra. Từ năm 2020, giám mục chính tòa của giáo phận là Viliam Judák.

## Các Giám mục
- Saint Methodius of Thessaloniki
- Wiching (880—891)[1][2]
- Anonymus (900—906) (?)
- Svätý Bystrík (?1005—1046)
- Gerváz (1106)
- I. Miklós (1133)
- Pál (Savol) (1137)
- I. János (1156)
- I. Tamás (1165)
- Edvárd (1168—1198)
- II. János (1204)
- I. Vince (1220—1222)
- I. Jakab (1223—1240)
- I. Ádám (1241)
- Bartolomäus (1242—1243)
- II. Ádám  (1244—1252)
- II. Miklós (1253—1255)
- II. Vince (1255—1272)
- I. Fülöp (1272)
- I. Péter (1279—1281)
- Pascház (1281—1297)
- III. János (1302—1328)
- Mieszko of Bytom (1328—1334)
- Vasvári Vid (Vitus de Castroferreo) (1334—1347)
- III. Miklós Vásári (1347—1348)
- Nicholas Apáti (1349)
- I. István de Insula (Szigeti) (1350—1367)
- I. László de Demjen (Demjéni) (1368—1372)
- Domonkos de Novoloco (Újhelyi) (1373—1384)
- I. Dömötör (1387—1388)
- I. Gergely (1388—1392)
- II. Mihály de Hédervári (1393—1399)
- II. Péter Poliak (Polonus) (1399—1403)
- Hinco (14041427)
- I. György Berzeviczy (1429—1437)
- Dénes Szécsi de Felsőlendva  (1438—1439)
- II. László Csetneki (1440—1447)
- IV. Miklós (1448—1456)
- Albert Hangács Vétesi (1458—1459)
- Illés (1460—1463)
- II. Tamás Debrenthei (1463—1480)
- II. Gergely (1484—1492)
- I. Antal Sánkfalvi (1492—1500)
- V. Miklós Bácskai (1501—1503)
- Zsigmond Thurzó (4. August 1503-15. November 1504)
- II. István Podmanický (1505-1530)
- I. Ferenc Thuróo (1534-1557)
- Pál Abstemius-Bornemissza (1557-1579)
- Zakariás Mossóczy (1582-1587)
- III. István Fejérkövy (1587-1596)
- Ferenc Forgács (1596-1607)
- István Szuhay (1607- † 9. jún 1608)
- Bálint Lépes (1608-1619)
- János Telegdy (1619-1624)
- V. István Bosnyák (1644)
- V. János Püsky (1645-1648)
- II. György Szelepcsényi (1648-1666)
- Leopold Karl von Kollonitsch (1666-1669)
- III. Tamás Pálffy (1669-1679)
- János Gubasóczy (1679-1685)
- III. Péter Korompay (1686-1690)
- II. Jakab Haskó (1690-1691)
- I. Balázs Jáklin (1691-1695)
- III. László Mattyasovszky (1696-1705)
- IV. Count László Ádám Erdödi de Monyorókerék (1706-1736)
- János Ernő Harrach (1738-1739)
- I. Count Imre Gábor Esterházy de Galántha (1740-1763)
- János Gusztínyi-Zubralovszky (1. januáry 1764- † 31. januáry 1777)
- Antal Révai (1780-1783)
- Ferenc Xavér Fuchs (1787-1804)
- József Kluch (1808-1826)
- József Vurum (1827-1838)
- Imre Palugyay (1838 † 27. júl 1858)
- Ágoston Roskoványi (1859-1892)